# الجمعية العالمية للمرشدات وفتيات الكشافة
الرابطة العالمية للمرشدات وفتيات الكشافة (بالإنجليزية:World Association of Girl Guides and Girl Scouts) هي جمعية عالمية تدعم المنظمات والكشافة الموجهة للإناث والإناث فقط في 145 بلدا تأسست في عام 1928 في باراد، المجر، ويقع مقرها في لندن، إنجلترا. وهي النظير للالمنظمة العالمية للحركة الكشفية ويتم تنظيم الجمعية العالمية إلى خمس مناطق وتدير أربعة مراكز التوجيهية الدولية وانها تحمل صفة عضو كامل العضوية في المنتدى الأوروبي للشباب (European Youth Forum)، التي تعمل داخل مجلس من مناطق أوروبا والاتحاد الأوروبي، وتعمل بشكل وثيق مع هذه الهيئات.

## مهمة  الفريق
وتتمثل مهمة الفريق في تمكين الفتيات والشابات من تطوير إمكاناتهن الكاملة كمواطنين مسؤولين في العالم. تقدم الرابطة  برنامج تعليمي غير رسمي، الذي يوفر التدريب في المهارات الحياتية والقيادة وصنع القرار. كما تقدم مشاريع وبرامج على المستوى الدولي تمكن المرشدات وفتيات الكشافة من أن يكونوا مواطنين عالميين مسؤولين من خلال العمل والنشاط في المجتمع.
وتديرالرابطة مجموعة من النساء من أجل تدريب الفتيات والشابات. ويتم تدريب المرشدات وفتيات الكشافة على القيادة وصنع القرار، ويتم تشجيعهن على المشاركة في الحوكمة والقيادة في الرابطة. حيث يتم تشغيل كل وحدة بشكل ديمقراطي مع مرشدات وفتيات الكشافة  لتشارك بنشاط في القيادة وفي صنع القرار.
تكون مخيمات الكشافة والمرشدات مفتوحة لجميع الفتيات والشابات دون تمييز العقيدة، العرق، الجنسية، أو أي ظرف آخر. وترى الرابطة  أن تعليم البنات، وتعليم الأولاد، يشمل التعليم من أجل الشراكة المتساوية. ويتم تعليم الشباب والشابات للتعرف على خلافاتهم وأوجه الشبه بينهم، واحترام بعضهم البعض كأفراد.
الرابطة العالمية للمرشدات وفتيات الكشافة هي منظمة تطوعية تعتمد على أكثر من 100.000 متطوع في جميع أنحاء العالم، لتنفيذ برامج للمرشدات وفتيات الكشافة، وإعطاء الفتيات والشابات الدعم والقيادة.  هناك أكثر من 10 ملايين مرشدة وفتاة كشافة  في 145 بلدا. يمكن للمرشدات وفتيات الكشافة من جميع أنحاء العالم أن يلتقيوا ببعضهن البعض في المناسبات الدولية في أحد المراكز العالمية الأربعة.
وهناك فرص عديدة لحضور المناسبات الدولية التي تديرها المنظمات غير الحكومية الأخرى التابعة للأمم المتحدة بالنيابة عن الرابطة. والرابطة هي المنظمة غير الحكومية التي تمثل حركة الكشافة في الأمم المتحدة،  للمركزين الاستشاريين العامين لدى المجلس الاقتصادي والاجتماعي للأمم المتحدة.

## وسائل تعليمية
يتم تدريب فتيات المرشدات والكشافة على مجموعة من الأسس والقيم التي نص عليها دليل قوانين الفتاة الكشفية، فكل فتاة في الرابطة تعطى وعوداً ببذل قصارى جهدها لإيمانها وللأخرين، وتدرك واجباتها الكاملة كمواطن مسؤول.
فتاة الإرشاد والكشافة تستخدم أساليب تعليمية غير رسمية. وينظم التعليم غير الرسمي نشاطا تعليميا خارج المدارس والكليات. والمكونات الرئيسية للتعليم غير الرسمي هي:
- يمكن للشباب تطوير المهارات والمواقف الحياتية على أساس نظام القيم المتكاملة الوارد في القانون.
- يتعلم الشباب من خلال زملائهم في المجموعة.
- يتدرب الشباب من خلال الأنشطة والبرامج العملية التي تم إنشاؤها من قبل الشباب.
- يتطوع الشباب للانضمام لمنظمات التعليم غير النظامي، التي يقودها أيضا المتطوعون وتضمن الالتزام والتعلم الأقصى.
- تتم التنمية الذاتية التدريجية للشباب من خلال: التعلم عن طريق العمل، والعمل الجماعي من خلال نظام الدوريات والتدريب للقيادة المسؤولة، والتعاون الفعال بين الشباب والبالغين.

كل فتاة كشفية تحدد مدى تقدمها وتنميتها الذاتية الخاصة بها، وفقًا لاحتياجاتها وتطلعاتها ضمن إطار البرنامج المقدم لها.  هذا يتناقض مع العديد من نظم التعليم النظامي أو الرسمي، التي يجب أن يراعي فيها الشباب أنفسهم هيكلاً جامدًا مع القليل من الاعتراف بالاحتياجات والفروق الفردية. الطريقة المتبعة في دليل الفتاة الكشفية هي الطريقة المحددة التي تعمل بها القيادة مع الفتيات والشابات لتحقيق مهمة الرابطة. وهو نهج متكامل مع بعض العناصر الرئيسية: طريقة الفتاة الإرشاد / فتاة الكشافة يمكن استخدامها على قدم المساواة بشكل فعال مع الفتيات من جميع الأعمار والقدرات والخلفيات. كما ذكر «لورد بادن باول»  عام 1918 في كتابه «فتاة الإرشاد»:
«أسلوبنا في التدريب هو التثقيف من الداخل بدلا من أن يتم من الخارج؛ بتقديم الألعاب والأنشطة التي  يجري  من خلالها، ويعتبرهذا الأسلوب جذابا للفتاة، حيث يقوم بتثقيفها أخلاقيا وعقليا وجسديا».
وتنتهي العديد من المرشدات وفتيات الكشافة إلى أن يصبحن من كبار السياسيين والكتاب وسيدات الأعمال والقادة. على سبيل المثال «هيلاري كلينتون» (مجلس الشيوخ في الولايات المتحدة)،  و«مارجوري مولام»  (ناشطة سياسية  في المملكة المتحدة)، و«روبرتا بوندار» (أول رائدة  فضاء كندية)، و«بيتي أوكوير» (سياسية بارزة  في أوغندا). وهؤلاء لسن سوى عدد قليل من المرشدات السابقات والحاليات وفتيات الكشافة.
في عام 1965، تم منح «ليزلي واتلي» - من المكتب العالمي للمرشدات في ذلك الوقت - وسام الذئب البرونزي، وهو التمييز الوحيد للمنظمة العالمية لحركة الكشافة، التي تمنحها لجنة الكشافة العالمية لبعض الخدمات الاستثنائية للكشافة العالمية.
من بين مبادراتها العالمية مبادرة «بينغ لي الحرة»، وهو التعاون بين الرابطة ومشروع  «دوف لتقدير الذات» (Dove Self Esteem Project) والتابع لشركة «يونيليفر»، والتي أطلقت في أكتوبر 2013، وذلك بهدف تعزيز «تقدير الذات والثقة بالنفس» لدى الفتيات.

## التاريخ
تم تشكيل هيئة  مرشدات في عام 1910 من قبل «روبرت بادن باول»، بمساعدة شقيقته «أغنيس بادن باول». وبعد زواجه في عام 1912، أخذت زوجته «أولاف بادن باول» دورًا رائدًا في تطوير فتاة الإرشاد وفتاة الكشافة.
ومع انتشار الحركة، أنشئت روابط توجيهية وطنية مستقلة؛ بيد أن هناك حاجة إلى التعاون الدولي. فأنشأت السيدة «بادن باول» مجلسا دوليًا غير رسمي في لندن في فبراير 1918. وفي المؤتمر العالمي الرابع الذي عقد في معسكر «إديث ماسي»  في عام 1926، اقترح ممثلون من عدة  بلدان تشكيل رابطة عالمية لتحل محل المجلس الدولي غير الرسمي في ذلك الوقت. وبعد المؤتمر الدولي لعام 1926، تم الاتصال ب «بادن باولز» للتناقش حول إنشاء جمعية رسمية، وفي عام 1928 تأسست الرابطة العالمية للمرشدات وفتيات الكشافة  في المؤتمر الدولي الخامس الذي عقد في باراد، المجر. وكان «روز كير» نائب رئيس مجلس الإدارة، وفي وقت لاحق كان المفوض لبلدان تندرفوت. من 1930 إلى 1939 احتلت الرابطة العالمية لفتيات المرشدات والكشافة غرفة في مقر جمعية مرشدات المملكة المتحدة، حتى انتقلت إلى 9 شارع القصر، بالقرب من باكس لودج.
في عام 1920، تم دعوة اثنين من القادة من كل بلد مهتمة بالإرشاد والكشافة إلى مؤتمر المفوضين بالمملكة المتحدة، الذي عقد في كلية سانت هيو، أكسفورد. وأصبح هذا المؤتمر يعرف بالمؤتمر الدولي الأول. وعقد المؤتمر العالمي الثالث عشر في نفس الكلية في عام 1950. ولا تزال المنظمات الأعضاء تجتمع كل ثلاث سنوات (في البداية كل سنتين) في المؤتمرات العالمية.

### قائمة الرؤساء التنفيذيين
| 1928-1928     | روز كير- Rose Kerr                                                               |
| 1929-1929     | إستر ويلموت ويينندتس فرانكن-ديسرينك-Esther Welmoet Wijnaendts Francken-Dyserinck |
| 1930-1934     | هيلين ستور-Helen Storrow                                                         |
| 1935-1936     | ماري ديلنر-Marie Dillner                                                         |
| 1936-1946     | ماري تيريز دي كيراول-Marie Thérèse de Kerraoul                                   |
| 1946-1948     | نادين كوربيت-Nadine Corbett                                                      |
| 1948-1950     | إثيل ج. نيوتن-Ethel J. Newton                                                    |
| 1950-1952     | سيلفي فيسبا-Sylvi Visapää                                                        |
| 1952-1957     | هيلين مينس-Helen Means                                                           |
| 1957-1960     | إستل رومين برنادوت-Estelle Romaine Bernadotte                                    |
| 1960-1966     | دورا ليكياردوبولو-Dora Lykiardopoulo                                             |
| 1966-1969     | ماري نيسبيت-Mary Nesbitt                                                         |
| 1969-1972     | مارجوري م. كالمر-Marjorie M. Culmer                                              |
| 1972-1975     | بيريل كوزنز-هاردي-Beryl Cozens-Hardy                                             |
| 1975-1981     | جويس برايس- Joyce Price                                                          |
| 1981-1984     | هيلين م. لايارد-Helen M. Laird                                                   |
| 1984-1987     | دوريس ستوكمان-Doris Stockmann                                                    |
| 1987-1990     | أوديل بونتي-Odile Bonte                                                          |
| 1990- 1993    | باربرا هايز-Barbara Hayes                                                        |
| 1993-1996     | دوريس ريهم-Doris Riehm                                                           |
| 1996-1999     | هيذر براندون-Heather Brandon                                                     |
| 1999-2002     | جيني رادفورد-Ginny Radford                                                       |
| 2002-2005     | كيرستي جراي-Kirsty Gray                                                          |
| 2005-2008     | إلزبيث هندرسون- Elspeth Henderson                                                |
| 2008-2011     | مارغريت تريلور-Margaret Treloar                                                  |
| 2011-2014     | نادين الأشعي-Nadine El Achy                                                      |
| 2014-2017     | نيكولا جرينستد-Nicola Grinstead                                                  |
| 2017 حتى الآن | آنا ماريا ميديروس-Ana María Mideros                                              |

### قائمة المديرين
| (1926-1936) | كاتارين فورس (المدير الأول)- Dame Katharine Furse |
| (1937-1946) | أريثوسا لي وايت-Arethusa Leigh-White              |
| (1947-1948) | وينفريد كيد-Winnifred Kydd                        |
| (1948-1949) | إليزابيث فراي- Elizabeth Fry                      |
| 1949-1950)  | M.E. Home                                         |
| (1951-1964) | ليزلي واتلي-Leslie Whateley                       |
| (1997-2006) | ليسلي بولمان-ليفر-Lesley Bulman-Lever             |
| (2007-2014) | ماري ماكفيل-Mary McPhail                          |
| (2014-2017) | أنيتا تيسن-Anita Tiessen                          |
| أغسطس 2017  | ديفيد كو (مؤقت)- David Coe                        |
| مارس 2018   | سارة نانكولاس- Sarah Nancollas                    |

## المؤتمر العالمي
المؤتمر العالمي هو الهيئة الإدارية ويكون كل ثلاث سنوات. وإذا كان لدى بلد ما أكثر من رابطة، فإن الجمعيات تشكل اتحادًا للتنسيق والتمثيل العالمي فيما بينهم.

## المنظمة
تتكون الرابطة من منظمات الأعضاء الوطنية التي تدار بشكل مستقل، ولكن كل منها يوافق على الالتزام بدستور الرابطة العالمية. وتنقسم المنظمات الأعضاء الوطنية إلى خمس مناطق،  وتنتخب المنظمات الأعضاء بدورها المجلس العالمي، وهو في الأصل اللجنة العالمية، التي تنظم الرابطة العالمية للمرشدات وفتيات الكشافة. وتتألف من 17 عضوا متطوعين نشطين من جميع أنحاء العالم تنتخبهم جميع المنظمات الأعضاء ديمقراطيًا، وتشمل رؤساء كل منطقة من مناطق الرابطة الخمس. وبالإضافة إلى ذلك، يوجد الموظفون الدائمون في المكتب العالمي، الذي يتخذ من لندن مقرًا له ويرأسه الرئيس التنفيذي للمنظمة، وكل ثلاث سنوات يجتمع  ممثلين من الدول الأعضاء  في مؤتمر عالمي للمناقشة والتصويت على سياسات الدستور.  ثم غيرت اللجنة العالمية اسمها إلى المجلس العالمي في عام 1996. وتم تغيير المسمى الوظيفي لرئيس الموظفين من مدير المكتب العالمي إلى الرئيس التنفيذي بين عامي 1964 و 1997.
وتقرر كل منظمة في الرابطة  كيف يمكنها أن تعزز هذه الأهداف على أفضل وجه، مع مراعاة ثقافتها واحتياجات شبابها. ويختار بعضهن العمل مع الفتيات وحدهن في بيئة واحدة، من أجل القضاء على القوالب النمطية وإعطاء الفتيات والشابات الثقة، لكي يأخذن مكانتهن في المجتمع. وتفضل المنظمات الأعضاء الأخرى العمل مع مجموعات مختلطة لتمكين الشابات والشباب من المشاركة على قدم المساواة في وحداتهم. وتختار بعض المنظمات اختلاط نهج التعليم المختلط والجنس الواحد وفقًا لسن الشباب وتفضيلاتهم.

### التقسيمات الإقليمية للجمعية العالمية للمرشدات وفتيات الكشافة

خريطة أقاليم الرابطة العالمية للمرشدات وفتيات الكشافة وعددها 5 وهي:
الإقليم الأوروبي للمرشدات
الإقليم العربي للمرشدات
الإقليم الأفريقي للمرشدات
الإقليم الآسيوي الباسيفيكي للمرشدات
إقليم منطقة نصف الكرة الغربي للمرشدات
لايوجد إقليم تابع للجمعية العالمية للمرشدات وفتيات الكشافة في الإقليم الكشفي اليوروآسيوي; وتنقسم الدول ما بعد الاتحاد السوفيتي بين الإقليم الأوروبي للمرشدات والإقليم الآسيوي الباسيفيكي للمرشدات
المنطقة باللون الرمادي تمثل لاوس وكوبا لايوجد بها كشافة

تضم الرابطة العالمية للمرشدات وفتيات الكشافة خمس مناطق هي: الإقليم الأوروبي والعربي والأفريقي والآسيوي ونصف الكرة الغربي.

### مراكز العالم
تدير الرابطة العالمية للمرشدات وفتيات الكشافة أربعة مراكز عالمية، تقدم برامج التدريب والأنشطة والسكن للفتيات والقادة، فضلا عن أعضاء بعض المجموعات الأخرى والمسافرين المستقلين. وتركز الأنشطة في المقام الأول على الصداقة والتعاون الدوليين، والتنمية الشخصية والتدريب على القيادة، والتمتع والخدمة. وتدعم منظمة أصدقاء المراكز العالمية الأربعة المراكز وتروج لها.
المراكز العالمية الأربعة هي:
- المركز الأول في ادلبودن، سويسرا، وافتتح عام 1932
- المكز الثاني باكس لودج في هامستيد، لندن. هوالموقع الحالي افتتح في عام 1990 وفي الواقع المركز العالمي الثالث في لندن. وكان أولها "Our Arc"، افتتح في عام 1937، الذي أعيد تسميته أولاف هاوس في الذكرى السنوية الخامسة والعشرون.
- المركز الثالث كابانا، في كويرنافاكا، المكسيك؛ افتتح في 1957
- المركز الرابع سانجام، في بونه، مهاراشترا، الهند؛ افتتح في عام 1966.

تم الإعلان عن مركز جديد، كوسافيري، والذي يعني «رحلة» باللغة السواحيلية، في عام 2015. وعلى عكس المراكز الأخرى، سيكون مركزًا متجولاً يوجد لفترة محددة من الوقت في أماكن مختلفة في أفريقيا. وفي أثناء اختبار هذه الفكرة، بدءا من عام 2012، تشمل المنظمات القطرية المعنية غانا، وجنوب أفريقيا، ورواندا، وكينيا، ونيجيريا، وبنين. وقد ركزت حتى الآن على تدريب «وقف العنف» في رواندا وتطوير قادة تنظيم المشاريع من بين آخرين.

## شارة العضوية العالمية
صممت «كاري آس» شعار العضوية العالمي الذي اعتُمِد في المؤتمر العالمي في عام 1930، وهي شجرة ذهبية على خلفية زرقاء.
تمثل الأوراق الثلاثة الواجبات الثلاث والأجزاء الثلاثة من الوعد، واثنين من النقاط الخمس نجوم تقف على الوعد والقانون، والوريد في المركز يمثل إبرة البوصلة التي تبين الطريق الصحيح. قاعدة الشعار تستند على لهب حب الإنسانية، والألوان الأزرق والذهبى تمثل الشمس مشرقة على جميع الأطفال في العالم.
واعتمدت شارة العالم، التي تدمج الشعار ثلاثي الوريقات، لأول مرة في المؤتمر العالمي الحادي عشر في افيان، فرنسا في عام 1946.
واعتمدت شارة الرابطة العالمية، التي كانت مماثلة في التصميم إلى شارة العالم، لأول مرة في المؤتمر العالمي السابع في بوكز، بالقرب من غوركي ويلكي في بولندا، في عام 1932. ويرتدى ها أعضاء المجلس العالمي ولجانه والمكتب العالمي.

## روابط خارجية
- أولاف بادن باول المجتمع
- الجمعية العالمية للمرشدات حلقة الويب
- الاختلافات في المبادئ الأساسية للمنظمة الكشفية العالمية والجمعية العالمية للمرشدات
- العالمية التوجيهية